# الجينز (فلم)
 الجينز هو فيلم مصري من إنتاج 1994 من تأليف وإخراج شريف شعبان. الفيلم مقتبس عن الفيلم الأمريكي امرأة جميلة من بطولة جوليا روبرتس وريتشارد غير.

## ملخص الاحداث
تدور أحداث هذا الفيلم في إطار درامي حيث يجسد عادل (فاروق الفيشاوى) دور رجل أعمال يدير عدة مشروعات مريبة بالداخل والخارج، في إحدى زياراته للقاهرة يلتقي بفتاة لعوب اسمها زينب (جالا فهمى) ويعجب بها ويتفق معها على أن تشاركه المدة التي سيقضيها في القاهرة نظير مبلغ من المال وتوافق أن تعيش معه في الفندق الذي يقيم به حياة مرفهة. تحاول زينب أن تغير من طريقة لبسها الفاضح وتتعلم طريقة الأكل الصحيحة وتتخلى عن عملها كي ترضي عادل، ينجز عادل بعض الصفقات الكبيرة وينوي الرجوع للخارج ثانية فتتركه زينب قبل سفره ومن ثم يكتشف أنه وقع في حب زينب فيذهب لها في بيتها ليتزوجها.

## الشخصيات
- فاروق الفيشاوي
- جالا فهمي
- حسن حسني
- نهلة الخطيب
- علاء ولي الدين

## روابط خارجية
- الجينز على موقع الدهليز
- الجينز على موقع قاعدة بيانات الأفلام العربية